# 白鹿 (演員)
白鹿（1994年9月23日—），原名白夢妍，江蘇省常州市人，中國大陸女演員，在 2024年度艺术系列评审工作中荣获中國三級演員榮譽稱號。

## 早年經歷
白鹿自十三、四歲起因為看韓劇萌生去韓國做練習生的想法。
2012年，在媽媽陪同下前往上海參加韓國SM娛樂海外練習生選秀，落選後轉而從事模特兒，經常於社交平台上分享日常，出道前已獲一定程度關注。
2015年，陸續參與“貓的樹”出品多部微電影拍攝並大多擔綱女主角，機緣巧合由于正親自簽約進入歡娛影視從而正式踏入中國大陸演藝圈。

## 演艺经历

### 2016年
2016年7月，參與陸虎單曲《留言》音樂錄影帶的拍攝，與王櫟鑫共同回歸校園演譯一對戀人。
2016年9月，出演神話史詩劇《夢回朝歌》開機，在劇中飾演武藝高強、性格潑辣的女將軍鄧嬋玉。2017年2月殺青
2016年10月，與張逸傑主演次元愛情輕喜劇《大王不容易》開機，在劇中飾演刁蠻俏廚娘妲喜。2017年2月殺青。

### 2017年
2017年1月，出演古裝劇《鳳囚凰》開機，5月殺青，劇中一人分飾兩角，飾演巾幗不讓鬚眉的女將軍霍璇及心狠手辣、工於心計的王室小妾樂蘊。
2017年6月，與侯明昊領銜主演劇版《西遊記女兒國》開機，同年9月殺青。在劇中飾演貌美大方卻蠻橫霸道的捉妖師無雙。
2017年10月，與許凱主演古裝仙俠劇《招搖》開機，在劇中飾演霸道女魔頭路招搖，2018年2月殺青。 
2017年11月憑藉《大王不容易》獲得騰訊視頻星光大賞「年度潛力電視劇女演員」獎項。

### 2018年
2018年3月，與許凱主演《烈火軍校》開機，在劇中飾演謝襄。為使角色更有真實度，特地將長髮剪短，2018年8月殺青。
2018年8月，與邢昭林主演都市愛情偶像劇《世界欠我一個初戀》開機，劇中飾演明朗進取、幹練聰穎的職場少女邢運，2018年11月殺青。 
2018年12月，憑藉《鳳囚凰》獲得愛奇藝尖叫之夜「年度戲劇潛力藝人」獎項。

### 2019年
2019年3月，與賴藝主演古裝甜寵輕喜劇《九流霸主》開機，劇中飾演江湖霸主龍傲一，2019年6月殺青。
2019年10月，入圍第六屆「中國電視好演員」網劇女演員候選名單。
2019年11月，與羅雲熙主演都市愛情偶像劇《半是蜜糖半是傷》開機，在劇中飾演獨立堅強的女學霸江君，2020年3月殺青。
2019年12月，憑藉《招搖》及《烈火軍校》獲得愛奇藝尖叫之夜「年度戲劇人氣女藝人」。

### 2020年
2020年1月，獲得我是頭條·2019今日頭條年度盛典「年度新勢力女明星」。
2020年4月，與王一哲主演古裝劇《玉樓春》開機，劇中飾演古靈精怪的林少春，2020年8月殺青。
2020年9月，《半是蜜糖半是傷》於愛奇藝播出，劇集播出期間熱度值超過8500，為爱奇藝熱度超過8000的網絡劇之一。
2020年9月，與任嘉倫主演都市愛情劇《一生一世》開機，劇中飾演溫柔婉約的時宜，為古裝劇《周生如故》續作。
2020年10月，參加中央廣播電視總台2020《江山如畫國慶音樂會》，與夢然、張繼科共同演繹歌曲《少年》。
2020年10月，由中國視協演員工作委員會主辦的第七屆「中國電視好演員」網絡投票結果公佈，獲得中國電視好演員優秀演員（網劇組女演員）。
2020年11月，與任嘉倫主演古裝劇《周生如故》開機，劇中飾演漼時宜，2021年1月殺青。
2020年12月，憑藉《半是蜜糖半是傷》獲得愛奇藝尖叫之夜「年度人氣演員」。

### 2021年
2月《北京百花迎春文連晚會》、《2021湖南衛視元宵喜樂會》表演《元夕佳人》。
4月，與張若昀主演警察題材劇《警察榮譽》開機，劇中飾演新人警察夏潔，9月殺青。
9月成為奔跑吧《黃河篇第二季》第三位女主持。
《2021國慶特別節目—這樣的我很中國》表演《我們2035有个約》。
11月5日，與羅雲熙二搭主演古裝劇《長月燼明》開機，劇中分飾女主黎蘇蘇、桑酒、葉夕霧三角，2022年3月殺青。 
12月26日，特邀出演《王牌部隊》於江蘇衛視及愛奇藝播出，飾演男主角青梅竹馬胡楊。
12月31日《浙江衛視跨年晚會——想把我唱給你聽》表演《舞一鹿》、《等你來》。
12月31日《中央廣播電視總台迎新年特別節目——啟航2022》串聯嘉賓互動。

### 2022年
2022年1月13日，獲得全球外交官中國文化之夜，最受歡迎青年女演員獎。
2022年3月4日，正式成為奔跑吧《第十季》固定嘉賓，與Angelababy成為雙女主持。
2022年4月4日，參與《中央廣播電視總台清明節特別節目——大美中國·詩話清明》，朗讀《泊船瓜洲》。
2022年5月21日，與張凌赫主演古裝劇《寧安如夢》於橫店開機，劇中飾演女主角姜雪寧，2022年9月8日殺青。
2022年11月22日，與王鶴棣主演現代劇《以愛為營》於寧波開機，飾演財經介記者鄭書意。
2022年12月31日，參與《浙江衛視美好跨年夜》直播，演唱歌曲《陪你度過漫長歲月》《你有沒有見過一隻小鹿》，表演節目《宋韻廣場舞》。同日參與錄制《啓航2023———中央廣播電視總台跨年晚會》於晚八點在中國中央電視台播出，與毛曉彤、孟佳共同演繹歌曲《新的一天》。

### 2023年
2023年5月31日，主演電視劇《北上》開機，劇中飾演女主角夏鳳華，2023年9月10日殺青。
2023年10月4日，個人Instagram主頁獲得認證。
2023年11月5日，主演電視劇《白月梵星》開機，劇中飾演女主角白爍，2024年2月28日殺青。
2023年12月31日，參與《2023-2024浙江衛視跨年晚會》直播，演唱歌曲《說愛你》，與范丞丞共同演繹歌曲《狂戀》。同日參與錄制的《啓航2024———中央廣播電視總台跨年晚會》於晚八點在中國中央電視台播出，與陳立農共同演繹歌曲《我們相信》。

### 2024年
2024年4月8日，主演古裝劇《衡門有狐-臨江仙》開機，劇中分飾女主角李清月、花如月二角，2024年8月6日殺青。
2024年11月26日，主演古裝劇《唐宮奇案之青霧風鳴》開機，飾演女主角李佩儀，2025年4月9日殺青。
2024年12月31日，參與《2024-2025浙江衛視跨年晚會》直播，演繹歌曲《暖暖》，與宋雨琦、范丞丞共同演繹歌曲《乾杯》。

## 影視作品

### 電視劇／網絡劇
| 首播年份 | 劇名                 | 角色                 | 備註     |
| 2017年   | 《大王不容易》       | 妲喜                 | 網絡劇   |
| 2018年   | 《凤囚凰》           | 霍璇／樂蘊           |          |
| 2019年   | 《招摇》             | 路招搖               |          |
| 2019年   | 《烈火军校》         | 謝襄／謝良辰         |          |
| 2019年   | 《世界欠我一个初恋》 | 邢運                 |          |
| 2020年   | 《半是蜜糖半是傷》   | 江君                 |          |
| 2020年   | 《九流霸主》         | 龍傲一               | 網絡劇   |
| 2021年   | 《玉樓春》           | 林少春               |          |
| 2021年   | 《周生如故》         | 漼時宜（十一）       |          |
| 2021年   | 《一生一世》         | 時宜                 |          |
| 2021年   | 《王牌部隊》         | 胡楊                 | 特邀出演 |
| 2022年   | 《警察榮譽》         | 夏潔                 |          |
| 2023年   | 《長月燼明》         | 黎蘇蘇／葉夕霧／桑酒 | 網絡劇   |
| 2023年   | 《以愛為營》         | 鄭書意               |          |
| 2023年   | 《宁安如梦》         | 姜雪寧／姜寧         | 網絡劇   |
| 2025年   | 《白月梵星》         | 星月／白爍           | 網絡劇   |
| 2025年   | 《北上》             | 夏鳳華               |          |
| 2025年   | 《臨江仙》           | 李青月／花如月       | 網絡劇   |

### 微电影
| 首播年份 | 導演     | 微电影名                                       | 合作演員       |
| 2015年   | 貓的樹   | 《世界上沒有所謂的玩笑》                       | 張銘恩         |
| 2015年   | 貓的樹   | 《遇見你這麼美好的事情》                       | 王旭東         |
| 2016年   | 貓的樹   | 《這個冬天，你戀愛了嗎》                       | 王旭東         |
| 2016年   | 貓的樹   | 《世界那麼大，能與你相遇，真幸運》             | 王旭東         |
| 2016年   | 貓的樹   | 《小情書》                                     | 王旭東         |
| 2016年   | 貓的樹   | 《時間過去很久，久到男孩的名字你都會忘記》     | 吳佳怡、範暁東 |
| 2016年   | 貓的樹   | 《世界這麼大，我也只想見見你》                 |                |
| 2016年   | 貓的樹   | 《一個有海的城市，只是沒有你》                 |                |
| 2016年   | 貓的樹   | 《總有一處柔軟的地方》                         |                |
| 2016年   | 貓的樹   | 《你還要我怎樣》                               | 孫堅           |
| 2016年   | 貓的樹   | 《有一天晚上，夢一場，你白髮蒼蒼，說帶我流浪》 | 孫堅           |
| 2016年   | 晚安北伊 | 《總會有一個人不遠萬里找到你，你要等》         | 王旭東         |
| 2023年   | 嚴偲予   | 《關於我想告訴你的事》                         | 白宇帆         |
| 2023年   | 貓的樹   | 《2023年的生日短片》                           |                |

### 綜藝節目
| 播出日期                     | 節目名稱                  | 期數 | 備註              |
| 2020年1月30日                | 《演技派第一季》          | 13   | 飛行嘉賓          |
| 2021年1月1日                 | 《奔跑吧·黄河篇第一季》   | 1    | 第五期特邀嘉賓    |
| 2021年4月23日-5月7日         | 《奔跑吧第九季》          | 3    | 第一~三期特邀嘉賓 |
| 2021年10月22日—11月26日      | 《奔跑吧·黄河篇第二季》   | 5    |                   |
| 2022年5月13日—7月29日        | 《奔跑吧第十季》          | 12   | 固定嘉宾          |
| 2022年11月4日—12月30日       | 《奔跑吧·共同富裕篇》     | 6    |                   |
| 2023年4月14日—7月21日        | 《奔跑吧第十一季》        | 12   | 固定嘉宾          |
| 2023年11月15日—11月28日      | 《100萬個約定之寧安如夢》 | 6    |                   |
| 2023年11月18日-12月2日       | 《奔跑吧生態篇》          | 3    |                   |
| 2024年4月19日—7月12日        | 《奔跑吧第十二季》        | 12   | 固定嘉宾          |
| 2024年11月23日—2025年1月11日 | 《奔跑吧·茶馬古道篇》     | 8    |                   |
| 2025年                       | 《奔跑吧第十三季》        |      | 固定嘉賓          |

### 參與MV
| 年份   | 日期    | 歌曲名稱 | 演唱歌手 | 來源   |
| 2016年 | 7月18日 | 《留言》 | 陸虎     | [ 21 ] |

## 音樂作品

### 單曲
| 發行年份 | 日期     | 歌曲名稱             | 合作演唱者 | 歌曲簡介                                                                              |
| 2017年   | 8月25日  | 小的聽令             |            | 《大王不容易》插曲                                                                    |
| 2018年   | 1月10日  | 鳳囚凰               |            | 《鳳囚凰》主題曲                                                                      |
| 2018年   | 4月9日   | 江南恨               |            | 《鳳囚凰》插曲 （原唱：陸虎）                                                         |
| 2019年   | 7月31日  | 入夢                 | 許凱       | 《烈火軍校》插曲                                                                      |
| 2019年   | 9月27日  | 想和你一起           |            | 《世界欠我一個初戀》片尾曲                                                            |
| 2021年   | 7月27日  | 紫釵記               | 陸虎       | 《玉樓春》插曲                                                                        |
| 2021年   | 9月13日  | 青春舞曲             |            | 獻禮音樂專輯《百年》                                                                  |
| 2021年   | 9月14日  | 心動                 |            | 《一生一世》時宜人物主题曲                                                            |
| 2021年   | 9月23日  | My Sugar             |            | 白鹿出道5周年限定生日單曲                                                             |
| 2022年   | 5月26日  | 漂浮宇宙             |            | MV單曲                                                                                |
| 2022年   | 9月23日  | 你有沒有看見一隻小鹿 |            | 白鹿生日限定單曲                                                                      |
| 2023年   | 4月19日  | 黑月光               | 羅雲熙     | 《長月燼明》宣傳曲 （原唱：張碧晨、毛不易）                                           |
| 2023年   | 11月11日 | 雪季                 |            | 《寧安如夢》姜雪寧人物曲                                                              |
| 2024年   | 1月16日  | 我們相信             | 陳立農     | 2023年12月31日在《啟航2024———中央廣播電視總台跨年晚會》演唱 2024年1月16日作為單曲發布 |
| 2024年   | 5月15日  | 誰是你朋友           | 周翊然     |                                                                                       |
| 2024年   | 9月6日   | FLY                  |            | 收錄在個人專輯《My Odyssey》                                                          |
| 2024年   | 9月6日   | 夜空漫遊             |            | 收錄在個人專輯《My Odyssey》                                                          |
| 2024年   | 9月6日   | 多用力尋找自我       |            | 收錄在個人專輯《My Odyssey》                                                          |
| 2025年   | 1月10日  | 不要想念             | 敖瑞鵬     | 《白月梵星》插曲                                                                      |
| 2025年   | 6月2日   | 臨江仙               |            | 《臨江仙》同名主題曲                                                                  |
| 2025年   | 6月5日   | 在加納共和國離婚     | 曾舜晞     | （原唱：菲道爾、DIOR大穎）                                                            |
| 2025年   | 6月8日   | 唯一                 | 曾舜晞     | （原唱：告五人）                                                                      |

### 專輯
| 年份   | 日期   | 專輯名稱       | 備註 |
| 2024年 | 9月6日 | 《My Odyssey》 |      |

## 獎項與榮譽

### 榮譽稱號
| 年份   | 日期     | 頒發機構               | 獎項     | 結果 | 備註         | 來源   |
| 2024年 | 12月12日 | 《中國廣聯演員委員會》 | 三級演員 | 獲獎 | 中級演員職稱 | [ 22 ] |

### 獎項
| 年份   | 頒獎典禮                      | 獎項                      | 作品                                 | 結果 |
| 2017年 | 騰訊視頻星光大賞              | 年度潛力電視劇女演員      | 《大王不容易》                       | 獲獎 |
| 2018年 | 2019愛奇藝尖叫之夜            | 年度戲劇潛力藝人          | 《鳳囚凰》                           | 獲獎 |
| 2019年 | 2020愛奇藝尖叫之夜            | 年度戲劇人氣女藝人        | 《烈火軍校》                         | 獲獎 |
| 2020年 | 2019今日頭條年度盛典          | 年度新勢力女明星          |                                      | 獲獎 |
| 2020年 | 第七屆中國電視好演員獎        | 優秀女演員（網劇組）      |                                      | 獲獎 |
| 2020年 | 2021愛奇藝尖叫之夜            | 年度戲劇人氣演員          | 《半是蜜糖半是傷》                   | 獲獎 |
| 2021年 | 第八屆文榮獎                  | 最佳青年女演員            | 《一生一世》                         | 提名 |
| 2021年 | 第32届華鼎獎                  | 中國古裝題材最佳女演員    | 《周生如故》                         | 提名 |
| 2021年 | 2021愛奇藝國際站QAwards       | 年度人氣女演員            | 《周生如故》                         | 獲獎 |
| 2022年 | 第七屆全球外交官中國文化之夜  | 最受歡迎青年女演員        |                                      | 獲獎 |
| 2022年 | 第六屆金骨朵網絡影視盛典      | 年度最受歡迎女演員        |                                      | 獲獎 |
| 2022年 | 2022年中美电视节              | 金天使獎-年度優秀青年演員 | 《一生一世》                         | 獲獎 |
| 2022年 | 2022智族GQ MOTY年度人物盛典   | 年度青年演員              |                                      | 獲獎 |
| 2023年 | 2022愛奇藝尖叫之夜            | 年度會員影響力女演員      | 《警察榮譽》                         | 獲獎 |
| 2023年 | CMG首届中國電視劇年度盛典     | 年度突破女演員            | 《警察榮譽》                         | 提名 |
| 2023年 | 2022微博之夜                  | 微博年度飛躍演員          |                                      | 獲獎 |
| 2023年 | 2023愛奇藝尖叫之夜            | 尖叫女演員                | 《寧安如夢》                         | 獲獎 |
| 2023年 | 2023微博視界大會•微光盛典     | 年度號召力演員            | 《長月燼明》《以愛為營》《寧安如夢》 | 獲獎 |
| 2023年 | 2023智族GQ MOTY年度人物盛典   | 年度向上力量              |                                      | 獲獎 |
| 2024年 | 2023微博之夜                  | 微博年度矚目演員          |                                      | 獲獎 |
| 2024年 | 2024愛奇藝尖叫之夜            | 2025觀眾矚目演員          | 《北上》《白月梵星》《臨江仙》       | 獲獎 |
| 2025年 | 2024微博之夜                  | 微博年度熱度演員          |                                      | 獲獎 |
| 2025年 | 第7屆亞洲內容大獎&全球OTT大獎 | 最佳女主角                | 北上                                 | 待定 |

### 引用
1. ↑  Yang, Michelle; Lin, Jenny. . ELLE. 2023-11-08  [2024-03-10]. （原始内容存档于2024-03-10） （中文（臺灣））.
2. ↑  苏锐 (编). . 中國文藝網. 2024-12-13 （中文）.
3. ↑  网易. . www.163.com. 2016-07-18  [2021-11-16]. （原始内容存档于2021-11-16）.
4. ↑  新华社. . 搜狐网. 2017-09-20  [2022-04-09]. （原始内容存档于2022-05-31）.
5. ↑  网易娱乐. . 网易. 2018-04-17  [2022-04-09]. （原始内容存档于2022-05-31）.
6. ↑  新快报. . 人民网. 2019-01-30  [2022-04-09]. （原始内容存档于2022-05-18）.
7. ↑  环球网综合. . 2018-08-07  [2022-04-09]. （原始内容存档于2022-05-31）.
8. ↑  新浪娱乐. . 新浪网. 2019-09-25  [2022-04-09]. （原始内容存档于2022-04-09）.
9. ↑  四川在线-华西都市报. . 新浪网. 2021-08-10  [2022-04-09]. （原始内容存档于2021-09-30）.
10. ↑  .   [2022-04-05]. （原始内容存档于2022-05-31）.
11. ↑  新浪娱乐. . 新浪网. 2021-10-02  [2022-04-09]. （原始内容存档于2022-05-17）.
12. ↑  .   [2022-04-05]. （原始内容存档于2022-04-16）.
13. ↑  . 新京报. 2021-10-15  [2022-04-09]. （原始内容存档于2022-05-21）.
14. ↑  .   [2022-04-05]. （原始内容存档于2022-05-23）.
15. ↑  .   [2022-04-05]. （原始内容存档于2022-05-31）.
16. ↑  . 新京报. 2022-03-31  [2022-04-09]. （原始内容存档于2022-04-09）.
17. ↑  大众报业·半岛新闻. . 半岛网. 2021-12-26  [2022-04-09]. （原始内容存档于2022-04-16）.
18. ↑  .   [2022-04-05]. （原始内容存档于2022-05-31）.
19. ↑  主演白鹿张凌赫等发文告别 （页面存档备份，存于），易網，2022年9月15日
20. ↑  . 浙江衛視官方微博. 2024-12-31  [2025-05-01]. （原始内容存档于2025-05-01）.
21. ↑  陸虎. . passport.weibo.com. 2024-01-07  [2025-01-14]. （原始内容存档于2024-01-06） （中文）.
22. ↑  . www.sohu.com. 2024-12-12  [2025-01-14] （中文）.

## 外部連接
- 白鹿在歡娛影視官方網站的資料
- 白鹿在百度百科的頁面
- 白鹿在互联网电影资料库（IMDb）上的資料（英文）
- 白鹿在豆瓣上的资料（简体中文）
- 白鹿在时光网上的簡介（简体中文）
- 白鹿的新浪微博
- 白鹿的綠洲
- 白鹿的小紅書 （页面存档备份，存于）
- 白鹿的抖音 （页面存档备份，存于）
- 白鹿的BiliBili （页面存档备份，存于）

- 白鹿的Instagram帳戶
- 白鹿官方海外粉丝站